# We Hear of Love, of Youth, and of Disillusionment
Albums de MGMT
Qu'est-ce que c'est la vie, chaton?
(2010) Congratulations Remixes
(2011)
We Hear of Love, of Youth, and of Disillusionment est le quatrième EP du groupe américain de rock indépendant MGMT et leur deuxième enregistrement en public. 
Il a été enregistré au Moogfest, à Asheville en Caroline du Nord. 

## Liste des chansons
| Téléchargement digital | Téléchargement digital                          | Téléchargement digital | Téléchargement digital | Téléchargement digital | Téléchargement digital | Téléchargement digital | Téléchargement digital | Téléchargement digital | Téléchargement digital |
| No                     | Titre                                           | Durée                  |                        |                        |                        |                        |                        |                        |                        |
| ---------------------- | ----------------------------------------------- | ---------------------- | ---------------------- | ---------------------- | ---------------------- | ---------------------- | ---------------------- | ---------------------- | ---------------------- |
| 1.                     | Song for Dan Treacy                             | 3:40                   |                        |                        |                        |                        |                        |                        |                        |
| 2.                     | It's Working                                    | 4:21                   |                        |                        |                        |                        |                        |                        |                        |
| 3.                     | I Found a Whistle                               | 3:40                   |                        |                        |                        |                        |                        |                        |                        |
| 4.                     | Only a Shadow (reprise des Cleaners from Venus) | 3:32                   |                        |                        |                        |                        |                        |                        |                        |
| 15:10                  |                                                 |                        |                        |                        |                        |                        |                        |                        |                        |